# Haaz Sleiman

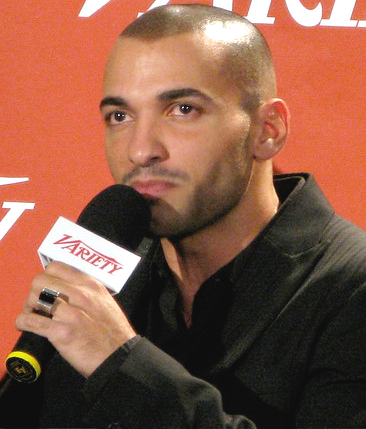
Haaz Sleiman (2008)

Haaz Sleiman (* 24. Mai 1979 in Beirut, Libanon) ist ein US-amerikanischer Schauspieler.

## Leben
Nach seiner Schulzeit wurde Sleiman als Schauspieler tätig. Sleiman trat in verschiedenen US-amerikanischen Fernsehserien in Nebenrollen auf.
Im August 2017 outete sich Sleiman als homosexuell.

## Filmografie
- 2004: The Ski Trip
- 2006: American Dreamz – Alles nur Show (American Dreamz)
- 2007: AmericanEast
- 2007: Ein Sommer in New York – The Visitor (The Visitor)
- 2008: Emergency Room – Die Notaufnahme (ER, Fernsehserie, eine Folge)
- 2008: Company Town
- 2009: Nurse Jackie (Fernsehserie, 12 Folgen)
- 2011: Gelobtes Land (The Promise, Miniserie, 4 Folgen)
- 2011: L.A. Love Story (Dorfman In Love)
- 2015: Killing Jesus
- 2015: Those People
- 2018: Tom Clancy’s Jack Ryan (Fernsehserie, 6 Folgen)
- 2019: 3022
- 2021: Eternals